# 케냐 아프리카 민족동맹
케냐 아프리카 민족동맹(영어: Kenya African National Union; KANU)은 케냐가 1963년 영국 식민통치로부터 독립한 뒤 2002년 선거 패배 때까지 40년 가까이 집권한 케냐의 정당이다. 그것은 1944년부터 1952년까지 케냐 아프리카 동맹(KAU)으로 알려져 있었다. KAU는 1952년부터 1960년까지 식민지 정부에 의해 금지되었다. 1960년 제임스 기추루에 의해 다시 설립되었으며 1960년 5월 14일 톰 음보야의 케냐 독립 운동과 합병하여 KANU로 개칭되었다.

## 역사
1952년 10월부터 1959년 12월까지 케냐는 영국 식민 통치에 대항한 무장 반란 마우 마우의 영향으로 비상사태에 처했다. 아프리카인들을 위한 국민정치운동인 KAU는 1952년에 금지되었고 조모 케냐타를 포함한 지도부는 1953년에 투옥되었다. 식민지 정부는 케냐의 정치체계에 가장 치명적인 형태의 부족주의를 주입하기 시작했다. 그러나 이 기간 동안 케냐의 식민지 전체에 걸쳐 아프리카인들의 정치적 참여는 급격히 증가하였다. 식민지 정부는 1952년에 국가적인 정치 운동을 금지했다. 1954년부터 식민지 정부는 식민 정부에 우호적인 지도자들이 이끄는 지역 내 부족 중심의 정당을 적극적으로 추진하기 시작하였다. 식민지 정부는 1956년 부족당 지도자들을 레그코에 임명했다. 로날드 은갈라, 대니얼 아랍 모이, 마신데 뮬리로가 리프트 밸리, 아르깅스 코덱이 나이로비, 자라모기 오깅가 오딩가가 냔자 레코 회원이 되었다. 중앙 케냐를 대표하는 인물로 제레미아 제임스 냐가가 임명되었다. 그러나 1952년부터 1960년까지 케냐 중부에서 정당 금지는 그대로 유지되었다.
1957년 아프리카인들을 위한 입법위원회 첫 직선제가 실시되었다. 온건하고 우호적인 지도자 대다수는 1957년 다시 레그코로 선출되었다. 유일한 예외는 1956년 나이로비를 대표하기 위해 식민지 정부에 의해 지명된 아르깅스 코덱을 물리치고 무소속으로 출마한 톰 음보야였다.

## 이념
1960년에 설립된 KANU에는 아프리카 사회주의를 포함한 다양한 이념의 정치인들이 포함되어 있었으며, 이는 독립 직후 부각되었다. 그러나 1965년 케냐 의회에서 세시셔널 제10호 서류가 채택되고 자라모기 오깅가 오딩가와 동맹한 좌파 정치인들이 사임하면서 패러스타탈 형태의 국가 개입과 함께 혼합된 시장 경제 정책을 추구했다. 조모 케냐타와 대니얼 아랍 모이는 정치적 반대를 진압하기 위해 소련과의 관계를 구실로 사용하면서 냉전 기간 동안 케냐를 서방세계의 편에 서도록 이끌었다.

## 구조
KANU의 지도 체제는 국가 위원장, 사무총장, 그리고 여러 국가 부위원장으로 구성되어 있다. 이 모든 공무원들은 전국 대의원 회의에서 선출된다(마지막 총선은 2005년이었고, 그 후 탈당한 우후루 케냐타가 당대표로 확정되었다).
전국 선거에 참여하는 대의원들은 당 선거구 단위 지부를 통해 선발된다.